# Pachybela
Pachybela is een geslacht van vlinders van de familie sikkelmotten (Oecophoridae), uit de onderfamilie Oecophorinae.

## Soorten
- P. eremica Turner, 1917
- P. eurypolia Turner, 1939
- P. philotechna Turner, 1939
- P. sarcoma (Lower, 1896)